# Victoria Chalmers
Victoria Elizabeth Chalmers –conocida como Vicki Chalmers– (nacida Victoria Elizabeth Adams, Edimburgo, 16 de noviembre de 1989) es una deportista británica que compite por Escocia en curling.
Participó en dos Juegos Olímpicos de Invierno, obteniendo una medalla de bronce en Sochi 2014 y el cuarto lugar en Pyeongchang 2018.
Ganó dos medallas en el Campeonato Mundial de Curling, en los años 2013 y 2017, y siete medallas en el Campeonato Europeo de Curling entre los años 2011 y 2017.

## Palmarés internacional
| Representando al Reino Unido |                       |                   |        |
| Juegos Olímpicos             |                       |                   |        |
| Año                          | Lugar                 | Medalla           | Prueba |
| 2014                         | Sochi (Rusia)         | Medalla de bronce | Equipo |
| Representando a Escocia      |                       |                   |        |
| Campeonato Mundial           |                       |                   |        |
| Año                          | Lugar                 | Medalla           | Prueba |
| 2013                         | Riga (Letonia)        | Medalla de oro    | Equipo |
| 2017                         | Pekín (China)         | Medalla de bronce | Equipo |
| Campeonato Europeo           |                       |                   |        |
| Año                          | Lugar                 | Medalla           | Prueba |
| 2011                         | Moscú (Rusia)         | Medalla de oro    | Equipo |
| 2012                         | Karlstad (Suecia)     | Medalla de plata  | Equipo |
| 2013                         | Stavanger (Noruega)   | Medalla de plata  | Equipo |
| 2014                         | Champéry (Suiza)      | Medalla de bronce | Equipo |
| 2015                         | Esbjerg (Dinamarca)   | Medalla de plata  | Equipo |
| 2016                         | Renfrew (Reino Unido) | Medalla de bronce | Equipo |
| 2017                         | San Galo (Suiza)      | Medalla de oro    | Equipo |